# Bisdom Bongaigaon
Het bisdom Bongaigaon (Latijn: Dioecesis Bongaigaonensis) is een rooms-katholiek bisdom met als zetel Bongaigaon, in India. Het bisdom is suffragaan aan het aartsbisdom Guwahati. 

## Geschiedenis
Het bisdom werd opgericht op 10 mei 2000, uit delen van het aartsbisdom Guwahati.

## Parochies
Het bisdom had in 2020 een oppervlakte van 13.630 km2 en telde 8.405.200 inwoners waarvan 0,8% rooms-katholiek was.

## Bisschoppen
- Thomas Pulloppillil (10 mei 2000 - heden)

Guwahati (aartsbisdom) · Bongaigaon · Dibrugarh · Diphu · Itanagar · Miao · Tezpur